# Miloslav Vašiček
Miloslav Vašiček (* 18. Februar 1965) ist ein ehemaliger tschechoslowakischer Radrennfahrer und nationaler Meister im Radsport.

## Sportliche Laufbahn
Vašiček war im Straßenradsport und im Querfeldeinrennen (heutige Bezeichnung Cyclocross) aktiv. 1988 wurde er Gesamtsieger der Tour de Bohemia vor Stephan Gottschling mit einem Etappensieg. 1989 gewann er die nationale Meisterschaft im Straßenrennen sowie Etappen in der Niedersachsen-Rundfahrt und in der Lidice-Rundfahrt.
Dritter wurde er 1986 und 1987 in der Slowakei-Rundfahrt, 1987 in der Jugoslawien-Rundfahrt und 1990 im britischen Milk Race. Er startete auch in der Kuba-Rundfahrt, im Grand Prix Guillaume Tell und in der Tour de l’Avenir. Zweimal bestritt Vašiček die Internationale Friedensfahrt. 1989 wurde er 10. und 1990 64. Vašiček startete für den Verein „Dukla Brno“.